# 外国大学の日本校
外国大学の日本校（がいこくだいがくのにほんこう）は、日本以外の外国の大学が日本国内に設置する教育施設で、当該外国の教育制度に位置づけられた正規の課程を有することなどを確認したものとして、日本の文部科学省が指定する施設を指す。
本項においては、文部科学省から外国大学の日本校として指定されていないが、日本国内に施設を有する外国の大学の日本校等も別に取り上げる。

## 概要
1980年代より、主にアメリカの大学が日本国内に日本校（日本キャンパス）を設置していた。1990年代には40ほどの日本校があったが、そのほぼすべてはアメリカの大学の日本校であったため、外国の大学が設けた日本校を指して「米国大学の日本校」とさえ言われることが多かった。その後その大半が撤退し、2000年代にはアメリカ以外の国の大学の日本校がいくつか設置されたことにより、日本校に占めるアメリカの大学の比率は少なくなり、2021年現在では「外国大学の日本校」と括られることが一般的になっている。
日本校の本校はその大学の本国（日本以外の外国）では正規の大学であり、日本校でもその本国の法令に則った正規の教育課程を組んでいる学校が大半であった。そのため、外国の法令に基づく教育課程であり日本の文部科学省に認可されたものではなく、そのため当然に日本では学校教育法上の大学ではなかった。さらには、外国にある大学の卒業者は基本的には日本の大学院への入学が認められていたが、日本国内にある大学の日本校を卒業しても大学院への入学は直ちには認められなかった。
その他の法令上でも特段の取り扱いはなかったため、大半の日本校は無認可校扱いであり、また特にアメリカの大学では一般的な、無試験等で容易に入学できるが進級が難しく卒業できずに退学勧告されることも珍しくない、といった日本の大学とは異なる仕組みに保護者からの信頼が得られず、学生募集に窮する学校が多かった。そのため、1990年代終わりまでに一部を除いてほとんどが撤退し廃校となった。
しかし、2000年代になって、文部科学大臣が外国大学の日本校として指定した日本校については、日本の大学院への入学資格を明確に認める等の見直しがはかられ、日本国内でも法的位置づけが明確になったことにより日本校の学生募集の面でも好転することになったといわれる。
なお、外国大学の日本校として指定された学校は、日本の大学（日本の学校教育法上の大学）として認可されたということではなく、外国にある大学と同等の教育を行っているものとして指定されたという位置づけとなっている。しかし、日本の法制度において明確な位置づけがなされたことにより、日本校の卒業者の大学院への入学や、日本の大学への転学、単位互換などが認められるようになった。

## 外国大学の日本校
2004年の学校教育法施行規則等の改正により、「外国の大学、大学院または短期大学の課程を有するものとして、当該外国の学校教育制度において位置づけられた教育施設」であると確認できたものについて、文部科学大臣が「外国大学の日本校」として指定することが可能になった。これにより、前記に示した要件を満たす教育施設であることを、大使館等を通じて当該国に対して確認できたものについて指定している。
外国大学の日本校として指定された学校の卒業者等は、外国の大学の卒業者等と同様に、以下のようなことが認められる。単位互換や転学については、外国大学の日本校の在学生についても認められる。
※以下、"規則"は学校教育法施行規則（昭和22年文部省令第11号）を指す。
- 日本校の大学の課程の卒業者について、日本の大学院への入学 （規則第155条第1項第4号）
- 日本校の短期大学の課程の卒業者について、日本の短期大学の専攻科への入学 （規則第155条第2項第7号）
- 日本校の大学院の課程の卒業者で日本の修士の学位に相当する学位を授与された者について、日本の大学院で修士の学位を有する者に限り入学を認める課程（おおむね博士後期課程のこと）への入学 （規則第156条第3号）
- 日本校の短期大学の課程の卒業者について、日本の大学への編入学 （規則第161条第2項）
- 日本校に在学したことのある者について、それぞれの課程に応じた日本の大学、大学院、短期大学への転学 （規則第162条）
- 日本校の短期大学の課程の卒業者について、日本の高等専門学校の専攻科への入学 （規則第177条第7号）
- 日本校の大学、短期大学の課程で履修した授業科目について履修した単位を、それぞれの課程に応じた日本の大学、短期大学においてその学校で履修したものとして認定すること（単位互換） （大学設置基準第28条第2項、短期大学設置基準第14条第2項）

その他、日本国内に所在する外国の大学であるということが法令上明確に位置付けられたことにより、日本の大学と同様の取り扱いが行われることも増えてきた。以下は日本の大学であれば基本的に対象となっているもので、外国大学の日本校として指定されて以降、日本校の在学生が対象に含まれるようになったものである。なお、専修学校等としての認可も受けている日本校については、その専修学校等としてこれらと同様の取り扱いが行われていることもある。
- 公共交通機関の通学定期券の購入[3]。
- 独立行政法人日本学生支援機構の貸与型奨学金の貸与を受けること。外国の大学であるため、「第二種奨学金（海外）」の対象になる[4]。
- 国民年金の学生納付特例[5]。
- 日本国外からの留学生に対する、日本の留学ビザの発給。

## 外国大学の日本校の一覧
文部科学大臣が指定する「外国大学の日本校」は、2024年1月24日現在では以下の通り。カッコ内は指定の告示日。
- テンプル大学ジャパンキャンパス（2005年2月14日） - 大学・大学院・短期大学
- レイクランド大学ジャパン・キャンパス（2005年12月15日[注釈 7]）- 大学・大学院・短期大学
- ロシア極東連邦総合大学函館校[注釈 8]（2006年6月23日）- 大学・短期大学
- 天津中医薬大学鍼灸推拿学院神戸校[注釈 9]（2006年9月20日）- 大学
- 北京語言大学東京校（2015年4月15日）- 大学
- マギル大学ジャパン（2015年4月15日）- 大学院 <2020年9月閉校>[注釈 10]
- 上海大学東京校 （2019年6月28日）- 大学
- 曁南大学日本学院 （2021年10月27日）- 大学・大学院
- アリゾナ州立大学サンダーバードグローバル経営学部 広島大学グローバル校[7][注釈 11]（2022年4月28日）- 大学
- 深圳大学東京学院（2024年1月24日）- 大学

### 指定が解除された日本校の一覧
- カーネギーメロン大学日本校（2005年12月15日）- 大学院 <2010年3月閉校>
- コロンビア大学ティーチャーズカレッジ日本校（2006年9月20日）- 大学院 <2013年8月閉校>
- アライアント国際大学・カリフォルニア臨床心理大学院日本校（2014年12月25日）- 大学院 <2020年8月閉校>

## その他の学校

### 国際連合大学
国際連合大学は日本国内に所在する機関ではあるが、学校教育法上の大学ではなく、本項で述べた文部科学大臣指定の外国大学の日本校でもない。しかし、学校教育法施行規則等においては、おおむね外国大学の日本校と同様の扱いを別に定められているため、大学院への入学などは認められている。

### 外国大学が日本国内に設置する教育施設
以下の教育施設については、日本での修学も含めて学位が授与される課程が設置されている施設もあれば、学位課程はない施設もある。また、主に本校等からの日本への留学生の受け入れのために設置されている施設も含む。
- 黒龍江中医薬大学日本校[8]
- 日本中医学院（北京中医薬大学中医薬継続教育培訓基地）[9][注釈 12]
- 福建中医薬大学日本校[10]
- 廣州中医薬大学大学院日本校 中薬専攻医学科学修士課程[11]
- 上海中医薬大学附属日本校[12]
- ミドルベリー大学日本校[13][注釈 13]

### 外国大学が提供するプログラム
- アナハイム大学
  - アナハイム大学 アキオ・モリタ スクールオブビジネス
  - アナハイム大学 キショウ・クロカワ グリーンインスティテュート
  - アナハイム大学 アキラ・クロサワ スクールオブフィルム

### 在日米軍施設における学校・プログラム
日本国内に所在する在日米軍施設内には、日本の学校教育法には基づかない、アメリカの制度に則って高等教育を提供する学校（組織）や仕組みが存在する。